# Omicidio in Via Dante
Omicidio in Via Dante (Убийство на улице Данте) è un film del 1956 diretto da Michail Il'ič Romm.